# Michael Leonard
Michael Leonard (Oakville, 26 marzo 2004) è un ciclista su strada e pistard canadese che corre per il team Ineos Grenadiers; è professionista dal 2023.

## Palmarès

### Strada
- 2021 (Toronto Hustle, una vittoria)

Trofee Maarten Wynants Juniors
- 2022 (Team Franco Ballerini, otto vittorie)

Ballero nel Cuore
Trofeo Sopegu
Gran Premio Boncellino (cronometro)
Gran Premio Bermac (cronometro)
Trofeo Madonna del Cavatore
2ª tappa Tour du Léman Juniors (Aigle > Hirmentaz)
Classifica generale Tour du Léman Juniors
Memorial Paolo Batignani
- 2023 (Ineos Grenadiers, una vittoria)

Campionati canadesi, Prova a cronometro Under-23
- 2024 (Ineos Grenadiers, una vittoria)

Prologo Tour de l'Avenir (Sarrebourg > Sarrebourg, cronometro)
- 2025 (Ineos Grenadiers, una vittoria)

Campionati canadesi, Prova a cronometro

#### Altri successi
- 2022 (Team Franco Ballerini)

Classifica a punti Tour du Léman Juniors

### Pista
- 2021

Campionati canadesi, Inseguimento a squadre Junior (con Carson Mattern, Dylan Bibic e David Olejniczak)

## Piazzamenti

### Competizioni mondiali
- Campionati del mondo su strada

Fiandre 2021 - Cronometro Junior: 39º
Fiandre 2021 - In linea Junior: 61º
Wollongong 2022 - In linea Junior: 51º
Glasgow 2023 - Cronometro Under-23: 10º
Glasgow 2023 - In linea Under-23: ritirato
Zurigo 2024 - Cronometro Under-23: 49º
Zurigo 2024 - In linea Under-23: 77º